# Louis Crommelin
Pour les articles homonymes, voir Crommelin.
Louis Crommelin (1653-1727) est un industriel huguenot originaire de Picardie qui quitte la France à la suite de la révocation de l'édit de Nantes. Il développe une industrie du lin à Lisburn, en Irlande, .

## Biographie
Passé préalablement par les Provinces-Unies, il en rapporte des graines de lin d'une nouvelle variété dont il introduit la culture en Irlande. À partir de cette matière première, il développe la fabrication de tissu de lin en initiant la population locale au filage et au tissage sur de nouveaux métiers. Il innove également par la mise au point de nouvelles méthodes de teinture du tissu, avant de rédiger un manuel consacré à la manufacture du lin en 1705. Son action contribue à développer les exportations des tissus de lin irlandais, qui passèrent de 49 000 livres en 1700 à 275 000 livres en 1725.
Par son parcours, Louis Crommelin est exemplaire des circulations internationales et du développement économique engendrés par les migrations huguenotes de la fin du XVIIe siècle et du début du XVIIIe siècle, notamment quand leur pays d'accueil était suffisamment peu développé pour être susceptible de fortement bénéficier d'un transfert de technologie et de compétence depuis la France. En l'occurrence, l'influence de Crommelin permit effectivement un réel décollage de l'industrie du lin en Irlande.